# 55.ª División (Ejército franquista)
La 55.ª División fue una División del Ejército franquista que combatió en la Guerra Civil Española. Encuadrada en los cuerpos de ejército de Aragón y Galicia, la división llegó a tomar parte en las batallas de Aragón y Levante.

## Historial
La unidad fue creada el 20 de abril de 1937 a partir de la «Brigada de posición y etapas», quedando al mando del coronel de ingenieros Enrique Adrados Semper. En la primavera de 1938, encuadrada en el Cuerpo de Ejército de Aragón, la unidad participó en la ofensiva de Aragón. El 25 de marzo rompió el frente republicano, ocupando las localidades de Castejón de Monegros, Monegrillo o Lanaja. Quedaría asignada a la «Agrupación García Valiño» —junto a la 1.ª División de Navarra—, en cooperación de la cual logró conquistar las localidades de Fatarella, Gandesa, Corbera, Pinell o Batea.
Tras el final de las operaciones en Aragón la división fue enviada hacia el sur, para participar en la campaña de Levante. Pasó a quedar encuadrada en el Cuerpo de Ejército de Galicia, al mando del general Antonio Aranda. A finales de abril comenzó su avance desde Morella, junto 84.ª División, si bien tropezó con una fuerte resistencia de las fuerzas republicanas. Posteriormente quedaría integrada en la «Agrupación Alonso Vega» junto a la 4.ª División de Navarra, internándose en la provincia de Castellón. El 8 de julio logró conquistar Villavieja, si bien sus posteriores avances serían infructuosos.
La 55.ª División fue disuelta tras el final de la contienda.